# Pól Jóhannus Justinussen
Pól Jóhannus Justinussen (Runavík, 13 gennaio 1989) è un calciatore faroese, difensore del NSÍ Runavík 2.

## Carriera

### Nazionale
Dopo numerose presenze con le nazionali giovanili Under-19 ed Under-21, nel 2010 ha esordito nella nazionale maggiore faroese.